# Ansonia phuketensis
Ansonia phuketensis é uma espécie de anfíbio anuro da família Bufonidae. Está presente na Tailândia.